# Kažnjenička bojna
 (juin 2009).
Si vous disposez d'ouvrages ou d'articles de référence ou si vous connaissez des sites web de qualité traitant du thème abordé ici, merci de compléter l'article en donnant les références utiles à sa vérifiabilité et en les liant à la section « Notes et références ».
Pour les articles homonymes, voir KB.
Kažnjenička bojna, littéralement « le bataillon des condamnés » (appelé aussi « bataillon disciplinaire », « Brigade Tuticeva », les « Tutici » ou « Hommes de Tuta », ou encore abrégé en « KB »), est une unité militaire spéciale croate créée en 1991 par Mladen Naletilić après son retour d'Allemagne juste avant le début des guerres de Yougoslavie.
Sous son commandement, elle était composée d’environ 200 à 300 soldats répartis en plusieurs compagnies, dénommées ATG ou ATJ (Groupe antiterroriste ou Unité) avec notamment des bases autour de Mostar. Il s'agissait d'une unité disciplinaire.
Les tâches principales étaient de procéder à des attaques contre les Musulmans bosniaques.